# Edvin Kuč
Edvin Kuč (Tuzi, 27 de octubre de 1993) es un futbolista montenegrino que juega en la demarcación de centrocampista para el Neftçi PFK de la Liga Premier de Azerbaiyán.

## Selección nacional
Hizo su debut con la selección de fútbol de Montenegro el 12 de octubre de 2023 en un partido amistoso contra Líbano que finalizó con un resultado de 3-2 a favor del combinado montenegrino tras los goles de Milutin Osmajić y un doblete del propio Edvin Kuč para Montenegro, y de Ali Tneich y Karim Darwich.

## Clubes
| Club                     | País            | Año       | Partidos | Goles |
| ------------------------ | --------------- | --------- | -------- | ----- |
| FK Ibar                  | Serbia          | 2011      |          |       |
| FK Berane                | Montenegro      | 2012-2013 | 12       | 0     |
| FK Dečić                 | Montenegro      | 2013-2014 | 30       | 4     |
| FK Viagem Ústí nad Labem | República Checa | 2014-2015 | 15       | 0     |
| OFK Titograd             | Montenegro      | 2015-2016 | 15       | 0     |
| FK Dečić                 | Montenegro      | 2016-2017 | 33       | 7     |
| FK Rudar Pljevlja        | Montenegro      | 2017-2019 | 49       | 6     |
| FC Ballkani              | Kosovo          | 2019-2020 | 3        | 3     |
| SC Gjilani (cedido)      | Kosovo          | 2020      | 2        | 0     |
| FC Ballkani              | Kosovo          | 2020-2024 | 68       | 12    |
| Neftçi PFK               | Azerbaiyán      | 2024-     | 32       | 1     |